# Familiaris consortio
Familiaris consortio, in italiano L'insieme della famiglia, nota anche col titolo alternativo di Sul ruolo della famiglia cristiana nel mondo moderno, è la prima esortazione apostolica post-sinodale di papa Giovanni Paolo II. È stata promulgata il 22 novembre 1981.

## Contenuto
Il documento descrive la posizione della chiesa cattolica sul significato e sul ruolo del matrimonio e della famiglia e delinea i cambiamenti presenti su quell'ideale. Si riferisce al matrimonio come "uno dei più preziosi e urgenti compiti delle coppie cristiane del nostro tempo" nonché come "la fondazione di una comunità famiglia, che è la vera istituzione del matrimonio e dell'amore coniugale ordinata per la procreazione e l'educazione dei figli, dove trova il suo coronamento."
Tra le altre osservazioni, la Familiaris consortio ribadisce l'opposizione della chiesa al controllo artificiale delle nascite come già detto nell'esortazione Humanae Vitae di papa Paolo VI, e fa menzione in breve all'opposizione della chiesa all'aborto. Discute inoltre della responsabilità e delle aspettative della famiglia sull'educazione dei figli. Continua con la descrizione delle aspettative della famiglia nella società allargata, incluso il servizio a favore dei poveri.
La parte finale (la più lunga) del documento descrive le aspettative della famiglia che include più direttamente la fede cattolica nel quotidiano, relativamente ai sacramenti, in particolare al matrimonio, raccomandando particolarmente la preghiera in famiglia. In particolare, questa sezione del documento augura un'unione permanente di tutti i membri della famiglia tramite il matrimonio. Rigetta ogni tipo di unione alternativa, tra cui le unioni esclusivamente civili e le unioni non riconosciute pubblicamente come legame.

## LaFamiliaris consortioin rapporto con l'Amoris laetitiadi papa Francesco
Nel 2016, papa Francesco ha pubblicato l'esortazione apostolica post-sinodale Amoris laetitia. Diversi media hanno riportato i molti richiami al documento di Giovanni Paolo II e la potenziale variazione nel cambiamento dell'insegnamento della chiesa nella capacità da parte dei divorziati di ricevere la comunione eucaristica, in particolare alla nota a piè di pagina n. 351, che riporta testualmente:
In certi casi, potrebbe essere anche l’aiuto dei Sacramenti. Per questo, «ai sacerdoti ricordo che il confessionale non dev’essere una sala di tortura bensì il luogo della misericordia del Signore» (Esort. ap. Evangelii gaudium [24 novembre 2013], 44: AAS 105 [2013], 1038). Ugualmente segnalo che l'eucaristia «non è un premio per i perfetti, ma un generoso rimedio e un alimento per i deboli» (ibid., 47: 1039).»
Secondo alcune fonti vi sarebbe un'apparente contraddizione tra questa nota a piè di pagina e la Familiaris consortio e l'altra esortazione apostolica di Giovanni Paolo II, Reconciliatio et paenitentia. Alcuni tradizionalisti, in particolare il vescovo kazako Athanasius Schneider e il gruppo Voci della Famiglia, hanno criticato l'esortazione di papa Francesco. Voce della famiglia ha chiesto al pontefice di "riconoscere i gravi errori recentemente pubblicati nell'Esortazione Apostolica Amoris Laetitia, in particolare in quelle sezioni che portano alla dissacrazione della santa eucaristia [...] e ritirare l'Esortazione Apostolica con effetto immediato."